# Pomo

Mapa de les llengües pomo

Bandera de la Rancheria Robinson

Els pomo (també kulanapa) són un grup de tribus ameríndies englobades en el grup hoka, que componen també un grup de llengües força diferenciades les unes de les altres: 
A. pomo occidental
1. pomo septentrional (†)
I. subgrup meridional
2. pomo central
3. pomo meridional
4. kashaya (també Southwestern Pomo, Kashia)
5. pomo del nord-est (†)
6. pomo oriental
7. pomo del sud-oest (†)

## Localització

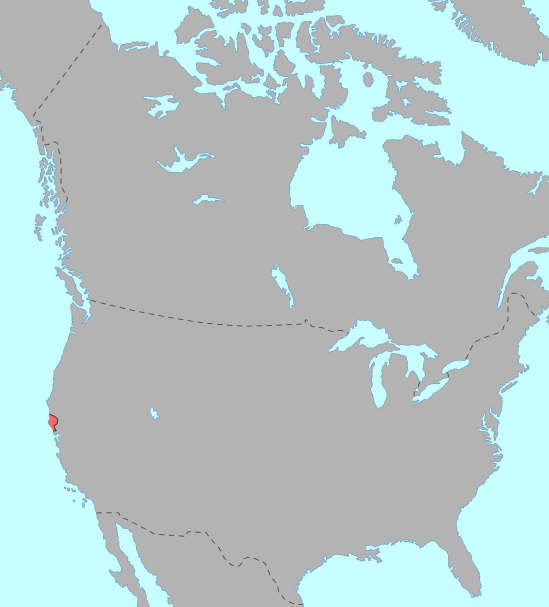
Distribució dels pomo

Vivien a la vall del Russian, entre 50 i 100 milles al N. de San Francisco (Califòrnia), i cobria els comtats de Marin, Sonoma, Napa, Solano, Yolo i Lake. Per grups es repartien:
- Els pomo septentrional, ocupaven el territori entre el riu Noyo, Tomski Creek, la vall del Potter i els rius Big i Nord del Russian. Se sotsdivideixen en costaners, de la vall del Russian i del llac Upper.
- Els pomo central, ocupaven la desembocadura del riu Navarro, el riu García i part del Russian. Se sotsdivideixen en costaners (Point Arena) i de la vall del Russian.
- Els pomo orientals, ocupaven els marges nord i sud del llac Clear, i limiten amb els yuki, wintun i miwok.
- Els pomo del sud-est ocupaven l'extrem oriental del llac Clear, Long Valley, Bartlet Creek i l'extrem sud del Llac Lower.
- Els pomo meridionals ocupaven el territori entre els rius Russian i Gualala, amb Rock Pile Creek i Dry Creek, als comtats de Mendocino i Sonama.
- Els pomo del sud-oest a les boques del Gualala i del Dry, les canyades de Fuller Hooper i Austin, fins a les fronteres dels miwok costaners.
- Els pomo del nord-oest, separats del territori pomo, eren situats enmig de territori wintun, ocupen la vall dels rius Sacramento i Eel, Stony Creek i les muntanyes de Coast Range (Sheet Iron i Saint John).

Avui dia ocupen les ranxeries de Big Valley, Coyote Valley, Elem, Hopland, Scotts Valley, Upper Lake, Kashia, Middletown, Manchester/Point Arena, Pinolville, Robinson i Sherwood Valley, als comtats de Calusa, Glenn, Sonoma i Mendocino.

### Tribus reconegudes i reserves
Les "tribus reconegudes federalment" reben un estatut de "nacions dependents domèstiques" sota la jurisdicció del govern federal però autònomes de l'estat de Califòrnia. Hi ha grups, però, no reconeguts.
Els grups pomo reconeguts actualment pels Estats Units es troben als comtats de Sonoma, Lake, i Mendocino. Inclouen les següents tribus:
- Banda Big Valley d'indis pomo de la ranxeria Big Valley
- Ranxeria Cloverdale d'indis pomo de Califòrnia
- Banda Coyote Valley d'indis pomo de Califòrnia
- Banda de la ranxeria Dry Creek d'indis pomo de Califòrnia
- Colònia índia Elem d'indis pomo de la ranxeria Sulphur Bank
- Indis federats de la ranxeria Graton (part Pomo)
- Ranxeria Guidiville de Califòrnia
- Pomo Habematolel d'Upper Lake
- Banda Hopland d'indis pomo de la ranxeria Hopland
- Banda Kashia d'indis pomo de la ranxeria Stewarts Point
- Nació Koi de la ranxeria Lower Lake
- Ranxeria Lytton de Califòrnia
- Banda Manchester d'indis pomo de la ranxeria Manchester
- Ranxeria Middletown d'indis pomo de Califòrnia
- Nació Pomo Pinoleville
- Tribu Potter Valley
- Ranxeria Redwood Valley d'indis pomo de Califòrnia
- Ranxeria Robinson d'indis pomo de Califòrnia
- Tribus índies Round Valley de la reserva Round Valley (part Pomo)
- Banda Scotts Valley d'indis pomo de California
- Ranxeria Sherwood Valley d'indis pomo de California

### Grups històrics
La següent llista de viles i tribus pomo és presa de John Wesley Powell, 1891:
- Balló Kaì Pomo, "gent d'Oat Valley."
- Batemdikáyi.
- Búldam Pomo (Rio Grande o Big River).
- Chawishek.
- Choam Chadila Pomo (Capello).
- Chwachamajù.
- Dápishul Pomo (Redwood Canyon).
- Eastern People (Clear Lake vora Lakeport).
- Erío (boca del riu Russian).
- Erússi (Fort Ross).
- Gallinoméro (vall del riu Russian Valley sota Cloverdale i Dry Creek Valley).
- Grualála (cantonada nord-oest del comtat de Sonoma).
- Kabinapek (part occidental de la conca del llac Clear).
- Kaimé (vora Healdsburg).
- Kai Pomo (entre Eel River i South Fork).
- Kastel Pomo (entre Eel River i South Fork).
- Kato Pomo, "Lake People." (Clear Lake)
- Komácho (Anderson i Rancheria Valleys).
- Kulá Kai Pomo (Sherwood Valley).
- Kulanapo. (llac Clear)
- Láma (riu Russian).
- Misálamag[-u]n or Musakak[-u]n (vora Healdsburg).
- Mitoám Kai Pomo, "Poble de la vall boscosa" (Little Lake).
- Poam Pomo.
- Senel (riu Russian).
- Shódo Kaí Pomo (Coyote Valley).
- Síako (riu Russian).
- Sokóa (riu Russian).
- Yokáya Pomo, "poble de la vall baixa" (Ukiah City).
- Yusâl (o Kámalel) Pomo, "Poble de l'oceà" (a la costa al llarg de Yusal Creek).

## Demografia
Es creu que el 1770 hi havia uns 8.000 individus, però foren reduïts a uns 1.200 el 1910. El 1960 hi havia 1.143 individus (d'ells 860 a Sonama), i cap al 1980 només 100 d'ells parlaven la llengua pròpia. Segons el cens dels EUA del 2000 hi havia censats 7.874 pomo. Segons dades de la BIA del 1995, hi havia 3.990 apuntats al rol tribal de les 17 ranxeries on vivien.

## Costums
Els primers viatjants afirmaven que anaven nus. Durant l'hivern els de l'est es cobrien amb una túnica de pell de conill sosber les espatlles i punxada al costat (mohia citc, E). Les dones duien faldilles de pell de dant adobada i amb el pel lligat als costats. A l'estiu només duien la roba interior o un pedaç de pell de gat salvatge, i a l'hivern una túnica o bé les més mudades, una pell de pantera. Homes i dones anaven tatuats (aci, C; maci, N). Empraven un os afilat de cérvol (ya, C) per punxar la pell, i el pigment consistia en carbó i suc de violetes salvatges aixafades en una cloïssa de musclo amb una mica d'aigua fins que es formava una pasta porpra gruixuda. Els homes es podien tatuar a qualsevol edat, i duien el tatuatge al cos i als braços. Les noies joves s'ho feien a cames i braços, i a la cara quan es feien adultes. De velles es tatuaven els genolls perquè creien que això els curaria el reumatisme. Homes i dones es pintaven per a ballar de blanc, vermell i negre. El negre l'obtenien amb carbó de llenya barrejat amb suc d'arrel sabonosa; el vermell amb pols de roca fèrrica barrejat amb suc d'arrel, i el blanc amb argila blava. Els homes es pintaven de negre per a la guerra i les dones pel dol. les cases es feien amb tables d'escorça de sequoia, alineades en forma de con de 10 a 15 de peus de diàmetre, i poc més de la meitat d'alt. No està coberta de terra, i un pal enfonsat serveix com a pal central. Les tables deixen una obertura prou gran en el sostre que permet la sortida del fum- L'obertura de la porta es fa traient tables del costat, i es tanca tornant-les a posar. Poden viure-hi fins a 12 persones. A vegades viuen dues famílies en una casa, però en general només n'hi ha una. A cada llogarret hi ha una estructura petita i semi-soterrània, emprada com a sauna i casa d'homes, anomenada casa de suor (hóli cane, N; hó cane, C). Té un diàmetre de 15 a 20 peus. Els homes hi van de dia i de nit, i després de suor es banyen. Sovint hi sojornen, i durant l'hivern hi passen la major part del temps lliure. Així, la casa és per a les dones i nens, els béns, per a cuinar i per a menjar.
Gairebé tots els habitants de la tribu tenien una professió especialitzada llevat alguns que només jugaven, anomenats gaidagerl (terra dubtosa). Eren impopulars, molt xerraires i vivien a costa de la seva família. També fabricaven balses amb fusta de sequoia lligada amb brots d'avellaner, emprades per pescar musclos, peixos i foques. Totes les famílies pomo posseïen tres cases: una per l'hivern, una a la vora del corrent marí i l'altra a les muntanyes per a recollir aglans. Les causes de guerra comunes eren el desig de venjança després d'un enverinament, ja que creien que la majoria de malalties i morts es devien a l'emmetzinament per estranys, la qual cosa els feia ser molt suspicaços als veïns i generaven represàlies armades. També n'eren causa les disputes frontereres i els drets de pesca. Un grup de joves guerrers podia organitzar una festa guerrera per afany d'aventures i glòria, assetjaven un petit grup de guerrers del llogarret veí i els mataven. Això no engendrava una guerra a gran escala, però provocava que els autors haguessin de pagar una indemnització amb wampums. Els poders dels cabdills eren molts i variats. Eren mitjancers de la pau, baralles i disputes, decidien el valor de les indemnitzacions, donaven discursos a la tribu en tots els afers i problemes quotidians, i feien d'informadors. No tenien poder autoritari, raó per la qual hi ha un de sol. No feien res sense la unanimitat del consell. Gairebé mai caçaven o pescaven al seu propi llogarret, sinó que ho compraven. Fabricaven armes i roba de cacera, però no participaven en empreses actives. Eren una mica més rics que els altres pomo, puix que rebien subsidis i tributs de tota mena, però no sembla que fos un càrrec gaire desitjable. També tenien capitans o gaxalik kudtci, n'hi havia tants com caps i no podien ser-ho fins que no complien 40 anys. Els pomo pensaven que hom no era adult fins als 40 anys, i que fins als 60 hom no era un home de debò. Eren assistents dels caps, contribuïen amb menjar als festes i el distribuïen. Tenien una zona pròpia per a recollir aglans i les distribuïen, així com la carn de la seva cacera. També substituïen els caps durant la seva absència i entretenien als visitants.
La successió era per línia paterna, i normalment escollien el fill gran de la germana. L'antic cap proposava a la multitud al seu fill o un dels nebots.

## Història
Cap al segle xvii hi arribaren els franciscans, i en el 1769 Juníper Serra i Gaspar de Portolà fundaren 21 missions arreu de la costa californiana. El 1799 foren invadits per trampers russos, qui el 1812 establiren una base permanent a Fort Ross. Els trampers russos atacaven les viles i raptaven les dones. Però els pomo no constituïren cap unitat política.
El 1833 els trampers californians hi introduïren la malària i hi moriren 2.000 pomo a Fort Ross el 1837.
El 1848 el territori californià passà a mans dels EUA pel Tractat de Guadalupe Hidalgo, i els trampers russos marxaren. Però el 1850 Shuk i Xasis mataren Charles Stone i Andrew Kelsey, que esclavitzaren molts pomo, i l'exèrcit nord-americà comandat per Nathaniel Lyon va provocar una matança de 188 pomo a Badonnapoti (Clear Lake). I 45 més foren assassinats a Round Valley el 1862.
Tot i que durant el 1848 signaren diversos tractats amb els EUA per a formar reserves, els ranxers els arrabassaren les terres. Així els deixaren petites ranxeries per a sobreviure. Altres foren internats a Fort Bragg i Covelo després de fer llargues marxes.
El 1871 aparegué el moviment Bole Maru (Esperit dels Morts), copiada dels paiute, i dirigida per Richard Taylor. El 1878 compraren 7 acres a Coyote Valley, i el 1880 uns 100 acres a Ackerman Valley. El 1906 aparegueren en el Senat els tractats signats el 1851, i es crearen 54 ranxeries per a les tribus californianes a Lake, Sonama i Mendocino. El 1907 Ethan Anderson guanyà el dret a votar per als indis que no vivien a la reserva.
El 1923 la Californian Indian Brotherhood els va defensar legalment contra la discriminació a les escoles, i el 1948 contra la discriminació en l'ocupació.
El govern californià intentà aplicarlos la Termination mitjançant la Rancheria Act del 1958, amb suport de la BIA, i que els suposà grans pèrdues de terra. Fins al 1983 no se’ls va retornar l'estatut federal a les ranxeries
William Benson (1860-1930), ancià, cap tribal i historiador, endemés fou un dels millors cistellaires. Frances Jack (1912-1993) també ha recollit històries